# Ferrosan
Ferrosan var ett danskt-svenskt läkemedelsföretag med produktionen under lång tid förlagd till Malmö. 

## Historik
Ferrosan AB grundades 1919  som AB Ferrotol i Helsingborg, närmast som  ett utvecklingsbolag för Leo Läkemedel AB. Företagets förste VD var Johan Zickerman. Ferrosan såldes 1920 till Malmö Kaffekompani, som ägdes av den danske apotekaren Herman Weitzmann, en affärsbekant till AB Leos grundare. I och med detta klipptes banden med Leo av. Samma år bildades ett danskt bolag i Köpenhamn, A/S Ferrosan. 
Firmanamnet Ferrosan var från början varumärke för ett flytande järnpreparat, som med tiden döptes om till Idozan och blev en av företagets storsäljare genom åren. Ferro är det latinska ordet för "järn" och san kopplar till "hälsa". Upphovsmannen till denna produkt var den danske sjukhusapotekaren Severin Sørensen Marcussen. Direktör för och ägare av Ferrosan blev så småningom John Ryné, vilken drev företaget närmast som ett familjeföretag. Han efterträddes av sin son Sven-Olle Ryné.
Ferrosan upphörde som självständigt bolag 1984. då det åter fusionerades med det tidigare moderbolaget Leo. Den danska delen uppgick 1986 i Novo Nordisk. År 1986 avknoppades Gacell Laboratories. Under 1990-talet upphörde successivt produktionen i Malmö.

## Produkter
Produktionen förlades till Malmö och ledande produkter under många år var järnpreparatet Idozan samt olika typer av vitaminpreparat. Den klart viktigaste produkten var tuberkulosmedlet PAS (paraaminosalicylsyra), som utvecklats av Jörgen Lehmann. Denna produkt bidrog starkt till att mer eller mindre utrota tuberkulos på 1940–1950-talen. 
Lehmann utvecklade även apokumarin, som fick stor betydelse vid reglering av blodets koaguleringsförmåga. Som nytillträdd överläkare i Göteborg utvecklade han i början av sensommaren 1940 en koagulationshämmande medicin, dikumarol, som användes för att förhindra blodpropp. Lehmann och hans medarbetare extraherade dikumarol ur cumarin från fermenterad sötväppling, Melilotus officinalis. Lehmann och underläkaren Johan Mårtensson hämtade med hjälp av en höskrinda sötväpplingen från Hisingen, nordväst om centrala Göteborg. Dikumarol kunde utvecklades sedan Lehmann hade observerat, att ett derivat av dikumarol kemiskt liknade K-vitamin, som är betydelsefullt för koagulation. De första patienterna behandlades framgångsrikt vid Sahlgrenska sjukhuset 1941. Därefter var dikumarol, med varunamnet Apekumarol, i kliniskt bruk fram till 1990-talet. 
På senare tid arbetades intensivt även med psykofarmaka. De tillverkade även preparat för husdjur, bland annat hundschampo.